# 講道館杯全日本柔道体重別選手権大会
講道館杯全日本柔道体重別選手権大会（こうどうかんはいぜんにほんじゅうどうたいじゅうべつせんしゅけんたいかい）は、毎年11月頃に開催される体重別柔道日本一を決定する大会である。一般に、略して講道館杯と呼ばれる事が多い。
同じく体重別で行われる全日本選抜柔道体重別選手権大会や体重無差別のみで行われる全日本柔道選手権大会と共に日本国内におけるビッグタイトルの1つであり、本大会の結果から冬季ヨーロッパ国際大会の出場メンバーが選出・決定される。
小松製作所が特別協賛を務める。

## 歴史
1976年より実施されてきた「国際試合強化選手選考会」が1985年に「講道館杯全国柔道体重別選手権大会」に改められ、1996年に当項目名となった。
女子は1979年に｢全日本女子柔道強化選手選考会｣として開始されて、1995年には「全国女子柔道体重別選手権大会」と名称が変更され、2003年からは別途開催されていた女子の体重別選手権が男子の講道館杯と統合されることになり、同時開催となった(但し女子は初日、男子は2日目と男女別々の日に開催されていたが、2010年より初日、2日目ともに男女同時に開催されることになった)。
2020年10月開催の今大会は、新型コロナウイルスの影響により、4月から延期になっていた選抜体重別を兼ねる大会とになった。なお、大会前日に選手全員に対してスマートアンプ法でコロナ検査を行ったところ、全員陰性の結果を得られた。なお、当大会の60 kg級決勝での誤審騒動がきっかけとなり、2021年の大会よりカラー柔道衣が導入されることになった。
2021年11月に開催予定だった今大会は新型コロナウイルスの影響で、2022年1月に甲府での平日開催に延期された。しかし、大会2日前になって新型コロナウイルスの影響で選手の欠場が相次いだため、選考の公平性が確保できないと判断されて中止になった。2022年5月には1月に中止となった講道館杯の代替大会として、全日本強化選手選考会が講道館で開催された。

## 歴代優勝者

### 男子
| 年          | 60 kg以下級         | 65 kg以下級 | 71 kg以下級 | 78 kg以下級 | 86 kg以下級  | 95 kg以下級        | 95 kg超級  |
| ----------- | ------------------- | ----------- | ----------- | ----------- | ------------ | ------------------ | ---------- |
| 1976年      | 森脇保彦            | 佐原恭輔    | 吉村和郎    | 阪口和秋    | 重松義成     | 石川裕章           | 喜納政美   |
| 1978年      | 鈴木克美            | 佐原恭輔    | 斎藤俊郎    | 藤猪省三    | 諏訪剛       | 岩田久和           | 松井勲     |
| 1979年      | 濱田初幸            | 佐原恭輔    | 香月清人    | 糀沢博之    | 高橋政男     | 安河内春彦         | 永福栄治   |
| 1980年      | 鈴木克美            | 柏崎克彦    | 西田孝宏    | 糀沢博之    | 恵谷正雄     | 白瀬英春           | 百田秀明   |
| 1981年      | 浅見三喜夫          | 柏崎克彦    | 西田孝宏    | 加瀬次郎    | 星君男       | 河原月夫           | 青山光一   |
| 1982年      | 浅見三喜夫          | 松岡義之    | 西田孝宏    | 高野裕光    | 田村信一     | 渡辺孝司           | 滝吉直樹   |
| 1983年      | 濱田初幸            | 佐原恭輔    | 西田孝宏    | 高野裕光    | 小林弘二     | 三原正人           | 滝吉直樹   |
| 1984年      | 細川伸二            | 斎藤俊郎    | 中西英敏    | 加瀬次郎    | 田村信一     | 諏訪剛             | 田代光恭   |
| 1985年      | 小野幸司            | 松岡義之    | 西田孝宏    | 阿部高弘    | 諏訪剛       | 須貝等             | 村上修司   |
| 1986年      | 木田守              | 山本洋祐    | 吉鷹幸春    | 高野裕光    | 三好明広     | 須貝等             | 岡田正行   |
| 1987年      | 出口達也            | 山本洋祐    | 飛崎哲治    | 高野裕光    | 三戸範之     | 羽賀善夫           | 樋川純     |
| 1988年      | 細川伸二            | 山本洋祐    | 古賀稔彦    | 赤星陽治    | 三好明広     | 須貝等             | 渡辺浩稔   |
| 1989年      | 越野忠則            | 松雪博      | 古賀稔彦    | 持田達人    | 村田正夫     | 甲斐康浩           | 岡泉淳     |
| 1990年      | 越野忠則            | 大熊政彦    | 古賀稔彦    | 持田達人    | 岡田弘隆     | 甲斐康浩           | 下出善紀   |
| 1991年      | 越野忠則            | 丸山顕志    | 古賀稔彦    | 吉田秀彦    | 佐藤博信     | 賀持道明           | 岡泉淳     |
| 1992年      | 越野忠則            | 丸山顕志    | 古賀稔彦    | 高波善行    | 岡田弘隆     | 甲斐康浩           | 下出善紀   |
| 1993年      | 原田堅一            | 大熊政彦    | 中村兼三    | 高波善行    | 中村佳央     | 岡泉茂             | 関根英之   |
| 1994年 4月  | 園田隆二            | 中村行成    | 藤山茂      | 堀越英範    | 中村佳央     | 岡泉茂             | 篠原信一   |
| 1994年 12月 | 板楠忠士            | 南條充寿    | 岩川武久    | 瀧本誠      | 吉田秀彦     | 賀持道明           | 篠原信一   |
| 1995年      | 徳野和彦            | 中村行成    | 中村兼三    | 窪田和則    | 田辺勝       | 中村佳央           | 小川直也   |
| 1996年      | 徳野和彦            | 中村行成    | 矢野智彦    | 窪田和則    | 藤田博臣     | 坂本大記           | 真喜志慶治 |
| 年          | 60 kg以下級         | 66 kg以下級 | 73 kg以下級 | 81 kg以下級 | 90 kg以下級  | 100 kg以下級       | 100 kg超級 |
| 1997年      | 徳野和彦            | 中村行成    | 矢野智彦    | 瀧本誠      | 中村佳央     | 井上康生           | 篠原信一   |
| 1998年      | 堤時貞              | 鳥居智男    | 矢野智彦    | 瀧本誠      | 吉田秀彦     | 鈴木桂治           | 金野潤     |
| 1999年      | 野村忠宏            | 鳥居智男    | 高松正裕    | 村田龍一    | 竹下忠良     | 鈴木桂治           | 猿渡琢海   |
| 2000年      | 徳野和彦            | 中村行成    | 金丸雄介    | 中村兼三    | 飛塚雅俊     | 鈴木桂治           | 高橋宏明   |
| 2001年      | 内柴正人            | 北川勝広    | 斎藤順道    | 秋山成勲    | 斎藤制剛     | 鈴木桂治           | 棟田康幸   |
| 2002年      | 江種辰明            | 鳥居智男    | 田中秀昌    | 瀧本誠      | 筒井宏樹     | 庄司武男           | 高橋宏明   |
| 2003年      | 徳野和彦            | 内柴正人    | 石川美久    | 谷口徹      | 泉浩         | 穴井隆将           | 森大助     |
| 2004年      | 江種辰明            | 鳥居智男    | 金丸雄介    | 塘内将彦    | 斎藤制剛     | 石井慧             | 高井洋平   |
| 2005年      | 佐々木伸次朗        | 秋本啓之    | 稲澤真人    | 吉永慎也    | 斎藤制剛     | 石井慧             | 高橋宏明   |
| 2006年      | 和泉強志            | 鳥居智男    | 成田泰崇    | 塘内将彦    | 斎藤制剛     | 穴井隆将           | 井上康生   |
| 2007年      | 小川武志            | 鳥居智男    | 粟野靖浩    | 高松正裕    | 斎藤制剛     | 竹谷知記           | 生田秀和   |
| 2008年      | 秋元希星            | 鳥居智男    | 稲澤真人    | 塘内将彦    | 西山将士     | 穴井隆将           | 加藤光将   |
| 2009年      | 福岡政章            | 海老沼匡    | 秋本啓之    | 河原正太    | 西山将士     | 小林大輔           | 高橋和彦   |
| 2010年      | 山本浩史            | 小寺将史    | 中矢力      | 河原正太    | 西山将士     | 羽賀龍之介         | 百瀬優     |
| 2011年      | 川端龍              | 高上智史    | 大束匡彦    | 長島啓太    | 西山将士     | 羽賀龍之介         | 石井竜太   |
| 2012年      | 木戸慎二            | 福岡政章    | 大野将平    | 長島啓太    | 加藤博剛     | 熊代佑輔           | 原沢久喜   |
| 2013年      | 木戸慎二            | 丸山城志郎  | 太田慶一    | 永瀬貴規    | 加藤博剛     | 増渕樹             | 上川大樹   |
| 2014年      | 山本浩史            | 阿部一二三  | 西山雄希    | 渡邉勇人    | 西山大希     | 高木海帆           | 岩尾敬太   |
| 2015年      | 山本浩史            | 竪山将      | 橋本壮市    | 海老泰博    | 大辻康太     | ウルフ・アロン     | 上川大樹   |
| 2016年      | 永山竜樹            | 磯田範仁    | 立川新      | 渡邉勇人    | 長澤憲大     | ウルフ・アロン     | 王子谷剛志 |
| 2017年      | 宮之原誠也          | 丸山城志郎  | 立川新      | 佐々木健志  | 向翔一郎     | 飯田健太郎         | 小川雄勢   |
| 2018年      | 大島優磨            | 藤阪太郎    | 立川新      | 小原拳哉    | ベイカー茉秋 | 熊代佑輔           | 影浦心     |
| 2019年      | 青木大              | 相田勇司    | 原田健士    | 友清光      | 村尾三四郎   | 羽賀龍之介         | 熊代佑輔   |
| 2020年      | 小西誠志郎 米村克麻 | 藤阪泰恒    | 原田健士    | 小原拳哉    | 村尾三四郎   | 飯田健太郎         | 影浦心     |
| 2022年      | 近藤隼斗            | 武岡毅      | 大吉賢      | 小原拳哉    | ベイカー茉秋 | 植岡虎太郎         | 高橋翼     |
| 2023年      | 樋口裕大            | 武岡毅      | 石原樹      | 天野開斗    | 森健心       | 植岡虎太郎         | 中野寛太   |
| 2024年      | 福田大悟            | 小野日向    | 田中龍雅    | 藤原崇太郎  | 徳持英隼     | グリーンカラニ海斗 | 中村雄太   |

### 女子
| 年     | 48 kg以下級 | 52 kg以下級 | 57 kg以下級 | 63 kg以下級 | 70 kg以下級  | 78 kg以下級 | 78 kg超級  |
| ------ | ----------- | ----------- | ----------- | ----------- | ------------ | ----------- | ---------- |
| 2003年 | 北田佳世    | 横澤由貴    | 茂木仙子    | 谷本歩実    | 七條芳美     | 中澤さえ    | 薪谷翠     |
| 2004年 | 北田佳世    | 吉村依子    | 宮本樹理    | 上野順恵    | 岡明日香     | 中澤さえ    | 薪谷翠     |
| 2005年 | 中村美里    | 岡崎綾子    | 佐藤愛子    | 上野順恵    | 岡明日香     | 堀江久美子  | 杉本美香   |
| 2006年 | 山岸絵美    | 君島奈津子  | 宇高菜絵    | 上野順恵    | 渡邉美奈     | 長瀬めぐみ  | 立山真衣   |
| 2007年 | 浅見八瑠奈  | 中村美里    | 松本薫      | 小澤理奈    | 渡邉美奈     | 穴井さやか  | 立山真衣   |
| 2008年 | 山岸絵美    | 中村美里    | 徳久瞳      | 上野順恵    | 國原頼子     | 穴井さやか  | 杉本美香   |
| 2009年 | 山岸絵美    | 西田優香    | 宇高菜絵    | 平井希      | 渡邉美奈     | 緒方亜香里  | 塚田真希   |
| 2010年 | 浅見八瑠奈  | 山本杏      | 牧志津香    | 谷本育実    | 國原頼子     | 平岡麻美    | 山部佳苗   |
| 2011年 | 浅香夕海    | 加賀谷千保  | 石川慈      | 田中美衣    | 今井優子     | 佐藤瑠香    | 田知本愛   |
| 2012年 | 浅見八瑠奈  | 黒木美晴    | 山本杏      | 阿部香菜    | 大野陽子     | 佐藤瑠香    | 白石のどか |
| 2013年 | 森崎由理江  | 中村美里    | 松本薫      | 片桐夏海    | ヌンイラ華蓮 | 岡村智美    | 朝比奈沙羅 |
| 2014年 | 浅見八瑠奈  | 西田優香    | 芳田司      | 嶺井美穂    | 田知本遥     | 梅木真美    | 朝比奈沙羅 |
| 2015年 | 渡名喜風南  | 西田優香    | 石川慈      | 能智亜衣美  | 大野陽子     | 濵田尚里    | 朝比奈沙羅 |
| 2016年 | 渡名喜風南  | 角田夏実    | 石川慈      | 能智亜衣美  | 新添左季     | 佐藤瑠香    | 朝比奈沙羅 |
| 2017年 | 遠藤宏美    | 阿部詩      | 山本杏      | 土井雅子    | 新添左季     | 濱田尚里    | 井上あかり |
| 2018年 | 芳田真      | 前田千島    | 富沢佳奈    | 土井雅子    | 田中志歩     | 梅木真美    | 秋場麻優   |
| 2019年 | 角田夏実    | 内尾真子    | 玉置桃      | 鍋倉那美    | 田中志歩     | 梅木真美    | 冨田若春   |
| 2020年 | 立川莉奈    | 武田亮子    | 柴田理帆    | 堀川恵      | 寺田宇多菜   | 高山莉加    | 冨田若春   |
| 2022年 | 立川莉奈    | 大森生純    | 玉置桃      | 田代未来    | 桑形萌花     | 高山莉加    | 秋場麻優   |
| 2023年 | 近藤美月    | 白石響      | 古賀ひより  | 山口葵良梨  | 寺田宇多菜   | 杉村美寿希  | 高橋瑠璃   |
| 2024年 | 吉岡光      | 竹内鈴      | 渕田萌生    | 嘉重春樺    | 寺田宇多菜   | 梅木真美    | 高橋瑠璃   |

### 全日本女子柔道強化選手選考会
| 回 | 年         | 50 kg以下級 | 55 kg以下級 | 60 kg以下級 | 66 kg以下級 | 72 kg以下級 | 72 kg超級   |            |
| -- | ---------- | ----------- | ----------- | ----------- | ----------- | ----------- | ----------- | ---------- |
| 1  | 1979年     | 山口香      | 西條美智子  | 星野佐代子  | 福田洋美    | 佐藤広世    | 川村順子    |            |
| 回 | 年         | 48 kg以下級 | 52 kg以下級 | 56 kg以下級 | 61 kg以下級 | 66 kg以下級 | 72 kg超級   |            |
| 2  | 1981年     | 林浪子      | 山口香      | 永井多惠子  | 笹原美智子  | 福田洋美    | 川村順子    |            |
| 回 | 年         | 48 kg以下級 | 52 kg以下級 | 56 kg以下級 | 61 kg以下級 | 66 kg以下級 | 66 kg超級   |            |
| 3  | 1983年     | 中原ひとみ  | 山口香      | 西條美智子  | 八戸かおり  | 神取しのぶ  | 鈴木洋子    |            |
| 回 | 年         | 48 kg以下級 | 52 kg以下級 | 56 kg以下級 | 61 kg以下級 | 66 kg以下級 | 72 kg以下級 | 72 kg超級  |
| 4  | 1984年     | 橋本真由美  | 上野真由美  | 稲垣富美子  | 奥村由香    | 宮崎和子    | 大村嘉奈    | 松村智美   |
| 5  | 1985年5月  | 斉田己幸    | 山口香      | 渡部五月    | 八戸かおり  | 神取しのぶ  | 田辺陽子    | 松本宣子   |
| 6  | 1985年10月 | 泉香澄      | 稲垣富美子  | 奥村由香    | 城島直美    | 小泉圭子    | 黒川琴美    | 松尾徳子   |
| 7  | 1986年     | 青木広恵    | 泉香澄      | 稲垣富美子  | 持田典子    | 小林貴子    | 佐藤昭子    | 鈴木香     |
| 8  | 1987年     | 小笠原輝美  | 天野安喜子  | 小泉圭子    | 小竹尚子    | 阿部由記子  | 矢崎利加    | 松本宣子   |
| 9  | 1988年     | 鈴木若葉    | 溝口紀子    | 泉香澄      | 北爪弘子    | 阿部由記子  | 佐藤昭子    | 坂上洋子   |
| 10 | 1989年     | 永井和恵    | 植田睦      | 土川美和子  | 北爪弘子    | 阿部由記子  | 佐藤昭子    | 松本宣子   |
| 11 | 1990年     | 田村亮子    | 常松ゆか    | 松永真理子  | 北爪弘子    | 大石愛子    | 福場由里子  | 松本宣子   |
| 12 | 1991年     | 江崎史子    | 菅原教子    | 藪下めぐみ  | 宮家江美    | 大石愛子    | 佐藤昭子    | 坂上洋子   |
| 13 | 1992年     | 衛藤裕美子  | 植田睦      | 川村さおり  | 宮家江美    | 佐々木光    | 福場由里子  | 阿武教子   |
| 14 | 1993年     | 長井淳子    | 渋谷美枝子  | 溝口紀子    | 恵本裕子    | 大石愛子    | 福場由里子  | 浅田ゆかり |
| 15 | 1994年     | 田村亮子    | 藪下めぐみ  | 立野千代里  | 恵本裕子    | 木本奈美    | 田辺陽子    | 阿武教子   |

### 全国女子柔道体重別選手権大会
| 回 | 年     | 48 kg以下級 | 52 kg以下級 | 56 kg以下級 | 61 kg以下級 | 66 kg以下級 | 72 kg以下級 | 72 kg超級  |
| -- | ------ | ----------- | ----------- | ----------- | ----------- | ----------- | ----------- | ---------- |
| 1  | 1995年 | 長井淳子    | 菅原教子    | 溝口紀子    | 北爪弘子    | 一見理沙    | 福場由里子  | 鈴木香     |
| 2  | 1996年 | 長井淳子    | 永井和恵    | 大塚雅子    | 北爪弘子    | 木本奈美    | 阿武教子    | 二宮美穂   |
| 回 | 年     | 48 kg以下級 | 52 kg以下級 | 57 kg以下級 | 63 kg以下級 | 70 kg以下級 | 78 kg以下級 | 78 kg超級  |
| 3  | 1997年 | 倉持亜佐美  | 大森千賀子  | 中橋治美    | 一見理沙    | 天尾美貴    | 阿武教子    | 鈴木香苗   |
| 4  | 1998年 | 田村亮子    | 楢崎教子    | 武田淳子    | 新改七星    | 上野雅恵    | 松崎みずほ  | 薪谷翠     |
| 5  | 1999年 | 中島英里子  | 磯崎祐子    | 日下部基栄  | 一見理沙    | 上野雅恵    | 松崎みずほ  | 薪谷翠     |
| 6  | 2000年 | 濱野千穂    | 磯崎祐子    | 山田真由美  | 木本奈美    | 風戸晴子    | 手島知佳    | 薪谷翠     |
| 7  | 2001年 | 中島英里子  | 佐藤愛子    | 山田真由美  | 上野順恵    | 天尾美貴    | 鳥谷部真弓  | 二宮美穂   |
| 8  | 2002年 | 北田佳世    | 横澤由貴    | 茂木仙子    | 早田英美    | 風戸晴子    | 阿武教子    | 徳田美由樹 |

### 男子
| 年     | 60 kg以下級 | 66 kg以下級 | 73 kg以下級 | 81 kg以下級 | 90 kg以下級 | 100 kg以下級 | 100 kg超級 |
| ------ | ----------- | ----------- | ----------- | ----------- | ----------- | ------------ | ---------- |
| 2022年 | 近藤隼斗    | 武岡毅      | 大吉賢      | 老野祐平    | 田嶋剛希    | 熊坂光貴     | 松村颯祐   |

### 女子
| 年     | 48 kg以下級 | 52 kg以下級 | 57 kg以下級 | 63 kg以下級 | 70 kg以下級 | 78 kg以下級 | 78 kg超級 |
| ------ | ----------- | ----------- | ----------- | ----------- | ----------- | ----------- | --------- |
| 2022年 | 吉田涼      | 川田歩実    | 山本杏      | 幸田奈々    | 西願寺里保  | 泉真生      | 高橋瑠璃  |

## 審判規定
かつては講道館柔道試合審判規定で実施されていたが、のちに国際柔道連盟試合審判規定で実施されている。

## 会場
- 講道館 1976年から1981年、1984年から1989年
- 国士舘大学 1982年、1983年
- 東京武道館 1990年
- 東京体育館 1991年
- 警視庁武道館 1992年から2002年
- 千葉ポートアリーナ 2003年から

## 放送
決勝のみNHK BS1で放送。過去にはフジテレビCSで放送されたことがあった。

## 2020年大会の誤審騒動
新型コロナウイルス感染症流行下でおこなわれた、2020年大会の60 kg級決勝では誤審騒動が起きた。この試合は解説が木村昌彦でNHK-BSでテレビ生放送されていた。国士舘大学の小西誠志郎とセンコーの米村克麻が対戦すると、米村が隅返で先に技ありを先取。その後、袈裟固で小西が抑え込むも、電光表示板の担当者が抑え込んでいる選手を米村と勘違いしたために10秒経過した時点でブザーが鳴ってしまい、主審が小西による一本を宣告した。しかし、小西による抑え込みは8秒で米村から遠い脚が下から近い脚が上から絡まって解けていたとビデオ判定で判断されて技ありは認められなかった。主審は一本は取り消し、抑え込みの「解けた」も宣告した。これに対して国士館大学監督の吉永慎也が猛抗議して試合が5分ほど中断されると、小西が上で抑え込みが解けた状態から「よし」で再開され、すぐに脚を抜いてまた抑え込むがここでも8秒で解けたため、結果として小西は技ありを取れず、先に取った技ありを守り切った米村が優勝することとなった。講道館ルールでは上から脚を掛けても抑込技は解けたとならないが、この大会の国際柔道連盟ルールでは解けたとなる。また、書籍『柔道のルールと審判法』や資料『国際柔道連盟試合審判規定変更点について2020年1月13日より有効』ではこのルールについて説明している箇所では下から挟んでる場合と上から挟んでいる場合の図を載せているが、この大会当時、全日本柔道連盟（全柔連）のサイトからダウンロードできた資料『2018年～2020年 国際柔道連盟試合審判規定』（日本語版）では受から遠い脚が上から近い脚が下から挟んでいる図を2枚載せていた。両選手にビデオ判定の裁定について説明はなく、再開から一時、掲示板に小西に技あり1とも表記されたため混乱は続いた。この混乱に対して審判委員長の大迫明伸は、柔道は相撲などと違って、審判団の裁定に対して選手に説明するルールになっていない。そのため、当事者にとって不明瞭な進行になるなど、「色んな残念なことが一度に重なってこのようなことになってしまった」と釈明した。なお、小西はこの件について次のようにコメントした。「（審判から）何も説明がなくて、試合中ずっと不安だった」「（先に）ポイントを取られたことは事実。悔しいけど、審判に（ポイントが）ないと言われたら、ない。（負けを）受け止めて、また一からやり直したい」。
その後に審判委員会、強化委員会、大会事業委員会、アスリート委員会の4委員会が試合を改めて検証した結果、中断後に小西が抑え込みを再開した際にカウントするのが3秒遅く始められていたため実際は11秒抑え込んでおり、この時点で小西に技ありが付与されるべきで、ポイントで並んだ両者はその後延長戦に入るべきだったが、すでに時間が経過しており、再試合は難しいとした。そのため全柔連は、「大会運営上の誤謬を認め、決勝戦の勝敗がついていなかったものとし、特例的かつ限定的に遡って両者優勝とすることで4委員会の意見が一致した」との報告を受け入れて、両者を優勝とすることに決めた。専務理事の中里壮也は「日本最高峰の柔道大会の運営に不備があり、選手や関係者にご迷惑をおかけし、多くの柔道ファンの方々に混乱を招く事態となり、心よりお詫び申し上げます」と陳謝した。また、4委員会はカラー柔道衣の導入、審議後の場内アナウンス制度の導入も提言した。また、11月20日、全柔連はYouTubeの全柔連TVチャンネルで、小西の最初の抑込は時計係からは選手の腰の色紐が見えづらかった、カウントの開始が4秒遅れた、副審と審判委員はタイマー表示9秒の段階で「解けた」に気付いたがインカムで指示する前にブザーが鳴ってしまった、抑込開始からブザーまで14秒経っていたため主審と選手には20秒で一本の印象を与えた可能性がある、8秒ではなく7秒で解けていたと判断したことを明らかにした。さらには主審・副審と審判委員の合議では解けた後「待て」相当の時間が経過したと判断し「はじめ」とした、審判委員長を加えた合議で選手が立ち上がったあと寝技から再開できる規定はないが「はじめ」からでは小西に不利益が生じるとし第21条「規定に定められていない事態」を適用し解けた体勢から再開するとした、主審にビデオを見せて正しく再開できるようにしたが小西の首の抱え方が不十分であった、との見解を明らかにした。4委員会は、開始線の設置、国際柔道連盟ルール理解の徹底、タイマー操作の精度向上とリカバリープランの策定も提言したことを明らかにした。11月29日現在、全柔連のサイトからダウンロードできる国際柔道連盟試合審判規定は下から脚を挟む図が2枚掲載されたままである。
全日本柔道連盟は12月3日、オンライン理事会を開き、12月13日の東京オリンピック66 kg級代表者決定戦である阿部一二三対丸山城志郎、2021年の全日本選抜柔道体重別選手権大会、講道館杯でカラー柔道衣を導入することを承認した。全日本選手権と皇后盃全日本女子選手権は従来通り、白道着のみで行われる。。